# Vini Maio
Vini Maio, (12 de mayo de 1978) es un cantautor español de rock americano en castellano con influencias de blues y country.

## Biografía
El 12 de diciembre de 2012 Vini Maio edita el álbum "Doce", ópera prima compuesta y grabada en su totalidad en solitario. El disco incluye doce canciones inéditas fruto del trabajo de tres años. Se trata de un proyecto auto-producido por el propio Maio en el que pretende reivindicar su condición de compositor, guitarrista y productor sobre sus cualidades vocales.
En octubre de 2015 Vini Maio edita su nuevo álbum "Indios y vaqueros", un EP con 6 nuevas canciones influenciadas por la música de raíces americanas.

## Discografía

### Como Vini Maio
- 2012 Doce
- 2015 Indios y Vaqueros

- Datos: Q6163169